# Herbert Greenfield
Herbert W. Greenfield (Winchester, 25 de novembro de 1869 - Calgary, 23 de agosto de 1949) foi um político canadense que serviu como o quarto primeiro-ministro de Alberta de 1921 a 1925. Nascido em Winchester, Hampshire, na Inglaterra, emigrou para o Canadá com pouco mais de vinte anos de idade, estabelecendo-se primeiro em Ontário e depois em Alberta, onde se tornou fazendeiro. Ele logo se envolveu no United Farmers of Alberta (UFA), uma organização de defesa dos agricultores locais, que estava em vias de se tornar um partido político, tornando-se vice-presidente da entidade. Embora ele não tenha se candidatado na eleição provincial de 1921, a primeira na qual a UFA apresentou candidatos, Greenfield foi a eventual escolha do partido para servir como o primeiro-ministro quando a UFA conquistou a maioria dos assentos naquele ano.
Como a maioria dos caucus da UFA, Greenfield não tinha nenhuma experiência no governo e lutou na posição. Ele se baseou amplamente em seu procurador-geral, John Edward Brownlee, para aconselhamento sobre a política e estratégia. Ele foi incapaz de controlar sua bancada, que em geral não acredita em disciplina do partido e seu governo perdeu vários votos no Legislativo, apesar da sua maioria nominal. Ele foi incapaz de enfrentar eficazmente os problemas enfrentados pelos agricultores (incluindo a seca e os preços dos grãos baixo), disputas trabalhistas amargo no carvão , indústria ou as divisões acentuadas na opinião pública que surgiram em torno de proibição (que terminou seu governo). Apesar disso, seu tempo como o premier viu a eventual eliminação do déficit provincial, progressos substanciais nas negociações de transferência dos direitos de recursos naturais por parte do governo federal, e a criação do Pool de trigo Alberta. Ele também nomeou Irene Parlby como chefe de gabinete da província; a primeira mulher a ocupar esta função.

## Primeiros anos
Herbert W. Greenfield nasceu em 25 de novembro de 1869, em Winchester, Hampshire, na Inglaterra, filho de John Greenfield (c. 1830–1909) e Mary Leake (c. 1835–1904). Ele frequentou a Wesleyan School em Dalston, mas desistiu devido à falência de seu pai. Ele trabalhou a bordo de um barco de gado em 1892 antes de emigrar para o Canadá em 1896.
No Canadá, trabalhou nos campos de petróleo perto de Sarnia, Ontário, e como fazendeiro em Weston, Ontário. Casou com Elizabeth Harris em 28 de fevereiro de 1900, e teve dois filhos, Franklin Harris Greenfield e Arnold Leake Greenfield. Em 1904, a família foi para o oeste por motivos econômicos e se estabeleceu perto de Edmonton. Ele encontrou trabalho em uma serraria e mais tarde se dedicou à agricultura. Durante seu primeiro ano em Alberta, um incêndio destruiu sua casa, e ele e sua esposa passaram o inverno em uma cabana de grama abandonada. Em 1906, eles se mudaram para uma grande casa quatro quilômetros ao sul de Westlock.
Em 1922, enquanto Greenfield era Premier, Elizabeth morreu repentinamente como resultado de uma cirurgia de rotina. Ele se casou novamente em 1926, com Marjorie Greenwood Cormack, que trouxe dois filhos para o casamento.

## Início da carreira política
Greenfield entrou na vida pública logo após se mudar para sua nova fazenda. Ele foi eleito para o conselho escolar local, onde passou doze anos, incluindo passagens como presidente, secretário e tesoureiro. Ele também atuou como vice-presidente da Alberta Educational Association, como presidente da Westlock Agricultural Society e como cofundador e presidente da Alberta Association of Municipal Districts. Greenfield também atuava na Associação de Distritos de Melhoramento Local em toda a província, que defendia reformas como a mudança de uma jornada de trabalho de dez horas para oito horas, alegando que muitos Distritos de Melhoria Local (LIDs) estavam tendo dificuldade em competir com as ferrovias por mão de obra. John E. Brownlee disse mais tarde sobre o envolvimento de Greenfield no ALID que foi lá "que ele foi iniciado pela primeira vez na discussão de assuntos públicos e se tornou o campo de treinamento para seu sucesso subsequente".
Provincialmente, Greenfield era originalmente um liberal, mas junto com muitos outros agricultores, começou a ficar insatisfeito com o tratamento que o governo liberal dispensava aos agricultores. Ele se envolveu com o United Farmers of Alberta, que antes de 1919 era um grupo de lobby apartidário que evitava o envolvimento direto no processo político. Ele foi eleito para o executivo da organização em 1919 e presidiu suas convenções de massa em 1920 e 1921. Ele liderou uma campanha de adesão extremamente bem-sucedida, Apesar desse envolvimento, não buscou a eleição para a Assembleia Legislativa de Alberta na eleição de 1921. Quando a UFA, que como parte de sua resistência à política antiquada havia disputado a eleição sem designar um líder, ganhou 38 das 61 cadeiras, viu-se precisando formar um governo sem ter decidido quem o chefiaria. Greenfield, entretanto, foi nomeado vice-presidente interino da organização após a morte de Percival Baker.
A escolha lógica foi o presidente da UFA, Henry Wise Wood. No entanto, Wood tinha pouco gosto pelas minúcias do governo, preferindo permanecer à frente do que via como um movimento político mais amplo (dizendo que "seria" mais cedo presidente da UFA do que dos EUA "), e viu o partido advogado Brownlee como a melhor escolha. Brownlee, que, como Wood, não contestou a eleição, disse que sentiu que o Premier deve ser um fazendeiro para que as aspirações da base da UFA sejam realizadas. George Hoadley, um dos dois membros da UFA com experiência legislativa anterior (Hoadley tinha sido um conservador MLA antes da eleição, enquanto Alex Moore foi eleito em uma eleição suplementar alguns meses antes da eleição geral), foi considerado mas como sua experiência anterior tinha sido como conservador - um dos partidos da velha linha tão desprezado pela UFA - ele foi considerado inaceitável. Houve até mesmo algumas especulações de que o então primeiro-ministro liberal Charles Stewart, que se tornou membro da UFA antes de entrar na política diretamente, permaneceria como primeiro-ministro, mas ele imediatamente anunciou que serviria apenas até que a UFA escolhesse um líder. Uma reunião do caucus da UFA em Calgary selecionou Greenfield, e ele assumiu o cargo de primeiro-ministro em 13 de agosto de 1921.

## Últimos anos
Em 1927, Greenfield foi nomeado Agente Geral de Alberta em Londres, Inglaterra. A nomeação foi controversa e vista como uma recompensa de patrocínio até mesmo por alguns backbenchers da UFA. Os liberais também acusaram o governo de beneficiar a Hudson's Bay Company, que possuía o escritório de Londres que o governo alugava, mais do que Alberta. Mesmo assim, o desempenho de Greenfield no cargo foi bem visto: sua personalidade era mais adequada para suas funções lá, que incluíam a promoção da florescente indústria de petróleo e gás de Alberta, atraindo a imigração inglesa, e agindo como um guia para Albertans visitando Londres. Foi nesta última posição que ele deu as boas-vindas a Brownlee em Londres, onde os dois se encontraram com funcionários da imigração britânica e das finanças.
Em 1931, o escritório do Agente Geral fechou e Greenfield voltou para Alberta, estabelecendo-se em Calgary. Lá ele entrou no negócio de petróleo e gás, servindo como diretor (e posteriormente vice-presidente) da Calmont Oils, presidente da Oil and Gas Association, presidente da Alberta Petroleum Association e diretor da Home Oil. Ele também atuou como diretor administrativo da British Dominion Land Settlement Corporation e como presidente da Câmara de Comércio de Calgary. Ele passou o resto de sua vida na cidade, mantendo um escritório no Edifício General Trusts.
Greenfield morreu às 8:25 da manhã de 23 de agosto de 1949. Seu funeral aconteceu na Grace Presbyterian Church e ele está enterrado no Union Cemetery, ambos em Calgary. Em 1968, a Greenfield School, uma escola primária em Edmonton, foi nomeada em sua homenagem.